# Spyderco

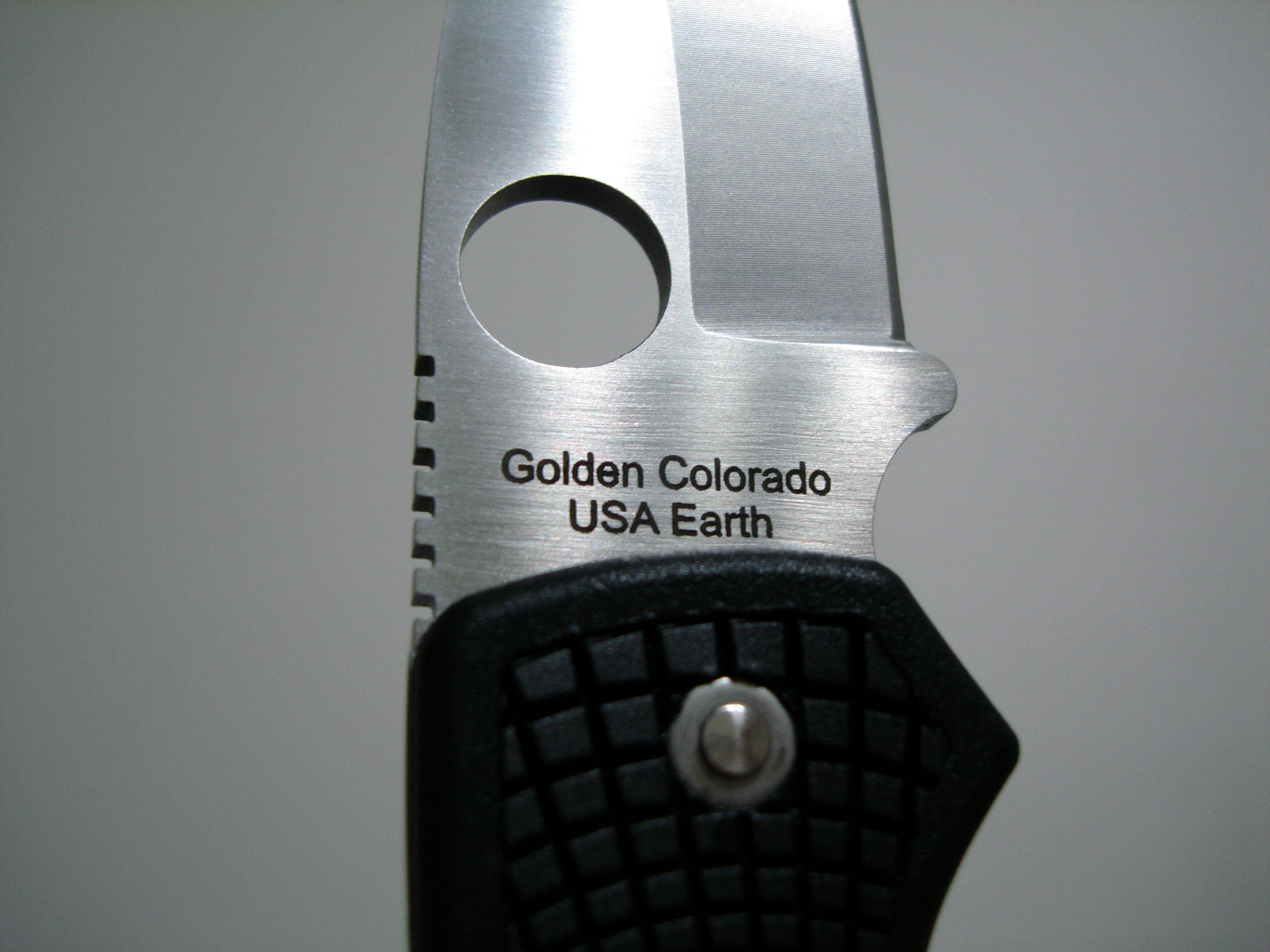
Круглое отверстие в клинке ножа Spyderco Native

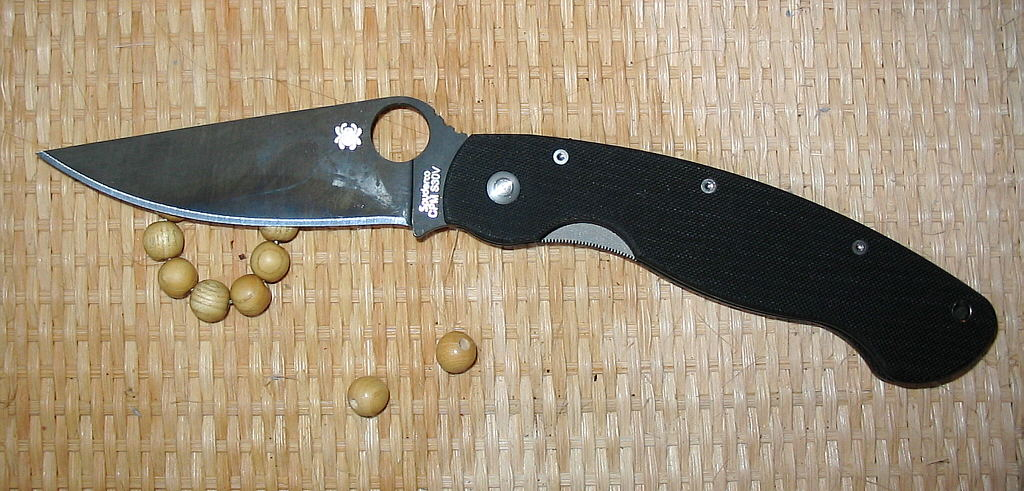
Одна из наиболее популярных моделей складных ножей — Spyderco Military

Spyderco (Спа́йдерко) — американская компания, производящая ножи и средства ухода за ними. Основана в 1978 году Сэлом Глессером (англ. Sal Glesser).
Среди продукции компании наиболее известны складные ножи, для удобства открывания которых одной рукой в клинке проделано круглое отверстие. Компания оформила американский патент на круглое отверстие в клинке, а позже добилась признания его торговой маркой компании (т.н. "Spyderhole").
Первый нож с клипсой для ношения.
Первый нож с серрейтор заточкой.
Первый нож лезвие которого сделано из порошковой стали.
Первый нож под маркой Spyderco, модель C01 Worker, выпущен в 1981 году.
В настоящее время каталог производимых моделей насчитывает более 180 единиц, включая складные ножи, ножи с фиксированным клинком и кухонные ножи.
Производство продукции Spyderco размещалось исключительно в США и Японии, но в 2008 году выпущен первый нож под маркой Spyderco, произведённый в Китае.

## Дизайнеры ножей, сотрудничавшие со Spyderco

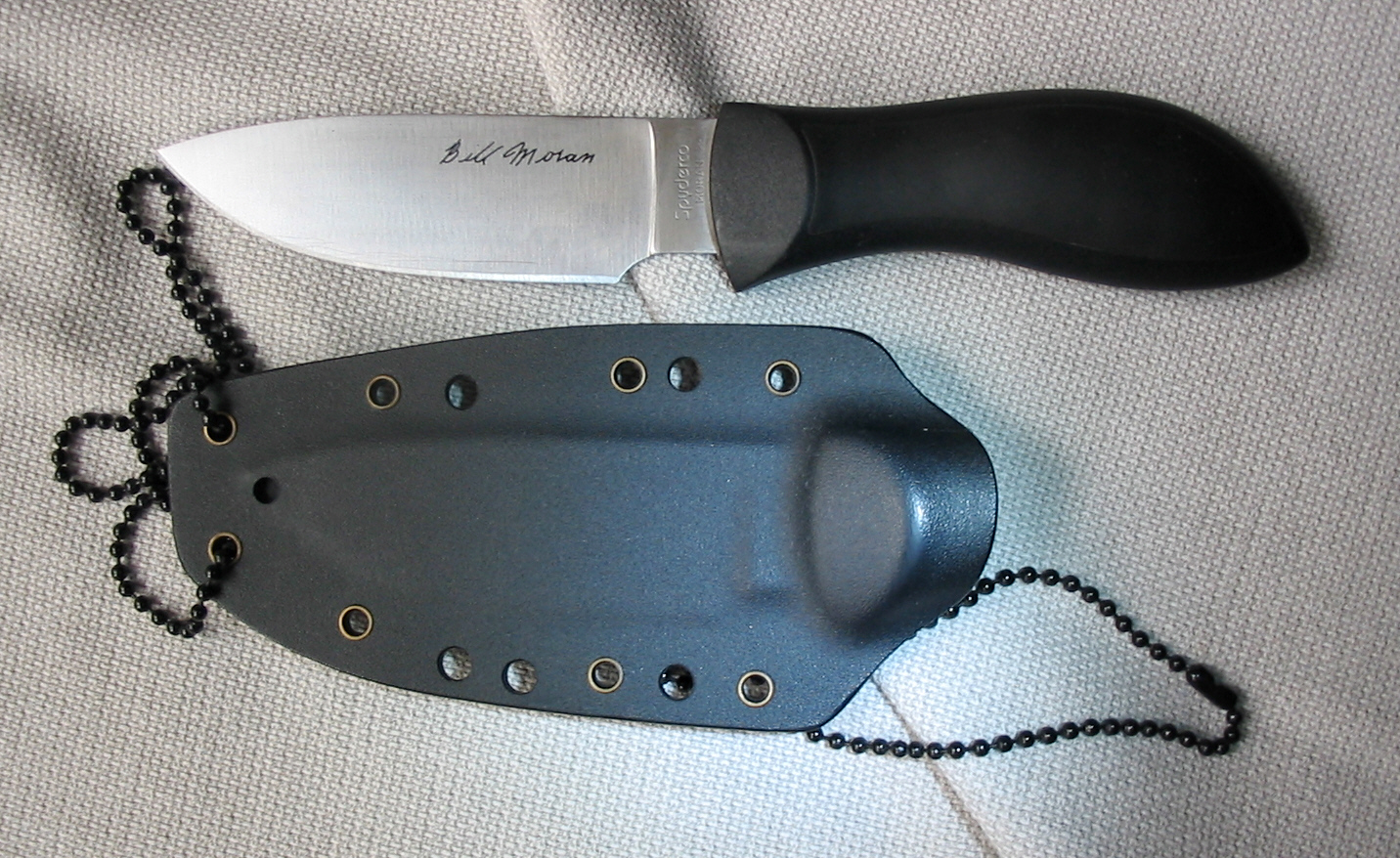
Нескладной нож FB02 Bill Moran Drop Point, разработанный в сотрудничестве с Биллом Мораном

- Билл Моран
- Эчанис, Майкл
- Дмитрий Синкевич
- Эрик Глессер

## Byrd
Компании Spyderco принадлежит торговая марка Byrd, под которой выпускаются ножи, производимые в Юго-Восточной Азии. Складные ножи Byrd с отверстием для открывания одной рукой отличает форма этого отверстия — в виде кометы.

## В массовой культуре
Ножи Spyderco можно часто видеть в известных кинофильмах. Так, модель Police замечена в таких лентах, как «Тренировочный день», «Бойцовский клуб», «Нужные вещи», «Яркость», «Паркер», «3000 миль до Грейсленда», «Клиент», «Саботаж», «Компадре» и «Трудная мишень». Spyderco Endura появляется в «Скалолазе» с Сильвестром Сталлоне, «Дневном свете» и первой части «Форсажа». А самый известный видеоряд, связанный с продукцией компании — Spyderco Harpy в руках Ганнибала Лектора в «Ганнибал 2001». В оригинале (роман Томаса Харриса) вместо Harpy фигурирует более крупный нож схожего дизайна Spyderco Civilian, который можно увидеть в киноленте «Плохие парни».